# Salvitelle
Salvitelle község (comune) Olaszország Campania régiójában, Salerno megyében.

## Fekvése
A megye északnyugati részén fekszik. Határai: Auletta, Buccino, Caggiano, Romagnano al Monte és Vietri di Potenza.

## Története
Első írásos említése a 12. századból származik. A következő századokban nemesi birtok volt. A 19. században nyerte el önállóságát, amikor a Nápolyi Királyságban felszámolták a feudalizmust.

## Népessége
A népesség számának alakulása:

## Főbb látnivalói
- Palazzo Bonavoglia
- Palazzo Grassi-Belli
- Palazzo Romanzi
- Spirito Santo-templom
- Madonna del Rosario-templom
- San Sebastiano-kápolna